# Forças Armadas Ruandesas
Forças Armadas Ruandesas (em francês:  Forces armées rwandaises, FAR) representaram o exército ruandês sob o regime de Grégoire Kayibanda e posteriormente de Juvénal Habyarimana. Esse exército era composto quase inteiramente por hutus, de acordo com o etnismo vigente em Ruanda de 1959 a julho de 1994.

## História
Em 1975, dois anos após o golpe de Estado de Juvénal Habyarimana, foi assinado um acordo de assistência militar entre a França e o Ruanda.
Em 1 de outubro de 1990, a Frente Patriótica Ruandesa (FPR) entrou em Ruanda, desencadeando uma guerra civil. Inicialmente obtém sucesso e chega "até Gabiro, a 90 quilômetros de Kigali". O presidente Juvénal Habyarimana imediatamente pediu ao seu homólogo francês, François Mitterrand, que o ajudasse a conter esta ofensiva. O exército francês lança a Operação Noroît em 4 de outubro, oficialmente para proteger os cidadãos estrangeiros.
A partir de 5 de outubro, as Forças Armadas Ruandesas se recompõem e a frente é estabilizada. Essa contraofensiva também resultou na morte do general-em-chefe da FPR, General Fred Rwigema.
A França envia um contingente bem equipado para ajudar as Forças Armadas Ruandesas a deter a Frente Patriótica Ruandesa. Para reorganizar as FAR, a França decide criar um destacamento de ajuda militar cuja função é treinar suas tropas. As FAR, compostas por cerca de 10.000 homens em 1990, somavam cerca de 35.000 (incluindo gendarmes) em 1994.
Os soldados desse exército hutu foram os iniciadores e participaram do genocídio de 1994 contra os tutsis e os hutus moderados. Desde o início dos assassinatos, a Frente Patriótica Ruandesa lançou uma ofensiva que lhe permitiu ganhar terreno rapidamente. Apesar de sua superioridade numérica (a FPR tinha 25.000 homens), as FAR foram derrotadas. Em seguida, arrastam em seu encalço a milícia Interahamwe e centenas de milhares de civis hutus que fogem do avanço da FPR.
Muitos dos elementos das Forças Armadas Ruandesas fogem para o Zaire (atual República Democrática do Congo), nomeadamente para formar as Forças Democráticas pela Libertação de Ruanda (FDLR).
Desde 1994 e com a tomada do poder pela Frente Patriótica Ruandesa, o exército ruandês passou a ser denominado Exército Patriótico Ruandês (em francês:  Armée patriotique rwandaise, APR). Seu nome atual é Forças Ruandesas de Defesa.